# Cypsiurus
Cypsiurus – rodzaj ptaków z podrodziny jerzyków (Apodinae) w rodzinie jerzykowatych (Apodidae).

## Zasięg występowania
Rodzaj obejmuje gatunki występujące w Afryce i Azji.

## Morfologia
Długość ciała 13–16 cm (w tym ogon do 9 cm); masa ciała 10–18,1 g.

## Systematyka

### Etymologia
- Cypsiurus: gr. κυψελος kupselos „jaskółka”; ουρα oura „ogon”[5].
- Tachynautes: gr. ταχυς takhus „szybki”; ναυτης nautēs „marynarz, żeglarz” (por. ταχυναυτης takhunautēs „szybkie żeglowanie”, od ταχυναυτεω takhunauteō „szybko żeglować”, od ταχυς takhus „szybki”; ναυς naus, νεως neōs „statek”)[6]. Gatunek typowy: Cypselus parvus M.H.C. Lichtenstein, 1823.

### Podział systematyczny
Do rodzaju należą następujące gatunki:
- Cypsiurus parvus (M.H.C. Lichtenstein, 1823) – jerzyk palmowy
- Cypsiurus gracilis (Sharpe, 1871) – jerzyk skromny – takson wyodrębniony ostatnio z C. parvus[8]
- Cypsiurus balasiensis (J.E. Gray, 1829) – jerzyk jaskółczy